# Chevillon (Moselle)
Pour les articles homonymes, voir Chevillon.
Chevillon est une ancienne commune française du département de la Moselle en région Grand Est. Elle est rattachée à celle de Maizeroy depuis 1812.

## Géographie
Chevillon est situé sur la rive droite de la Nied française.

## Toponymie
Cette localité est mentionnée Chavillons en 1230, Chavillon et Chaivillon en 1316, Chaivillon en 1404, Chevillon en 1793. 
Entre 1940 et 1944, elle est renommée Kabligen par l'occupant allemand.

## Histoire
À l'époque de l'Ancien régime, Chevillon dépend des Trois-Évêchés et plus précisément du bailliage de Metz sous la coutume de cette ville. En 1681, le ban Saint-Gal de cette localité est le siège d'un fief et d'une justice haute, moyenne et basse mouvant du roi de France et appartient aux Minimes de Metz.
La commune de Chevillon est réunie à celle de Maizeroy le 21 septembre 1812.

## Politique et administration
| Période                                  | Période | Identité       | Étiquette | Qualité |
| ---------------------------------------- | ------- | -------------- | --------- | ------- |
| an VIII                                  | ?       | Jacques Crosse |           |         |
| Les données manquantes sont à compléter. |         |                |           |         |

## Démographie
| 1793 | 1800 | 1806 |
| ---- | ---- | ---- |
| 161  | 195  | 219  |